# Riu Paatsjoki
El riu Paatsjoki (finès: Paatsjoki, sami Skolt: Paaččjokk, sami septentrional: Báhčaveaijohka, noruec: Pasvikelva, suec: Pasvik älv, rus: Паз or Патсойоки) és un riu que neix a Finlàndia, al llac Inari, fluix a través de Rússia i desemboca a Noruega, en una branca del fiord de Varanger, al mar de Barents, prop de la ciutat de Kirkenes. Té una longitud de 145 km i drena una amplia conca hidrogràfica de 18.404 km². En trams inferiors, el riu arriba a diversos quilòmetres d'ample.
Des del final de la Guerra de Continuació el 1944, el riu ha marcat parts de la frontera entre Noruega i Rússia. Al seu tram fronterer, no està permès travessar el riu i navegar-hi està regulat per les autoritats d'ambdós país. L'únic punt habilitat per travessar la frontera entre Noruega i Rússia es troba a Storskog.
Un total de set centrals hidroelèctriques es troben al curs del riu amb l'objecte de generar electricitat i controlar les crescudes i els desboradaments. En total produeixen 1.4 TWh d'energia.
El riu proporciona bones oportunitats per a la pesca del salmó atlàntic, entre d'altres. La seva gran biodiversitat inclou 15 espècies de peixos.